# Whydah of Bristol
Le Whydah of Bristol est une goélette aurique, à coque acier. C'est une réplique de bateau-pilote de New York des années 1850.

## Histoire
Le Whydah of Bristol a été conçu et construit en 2000 au chantier naval Steel Boats de Bristol  au Royaume-Uni.
C'est une réplique de schooner américain du XIXe siècle. Il est utilisé comme voilier-charter, depuis 2003, sous pavillon allemand. Il a participé aux Tonnerres de Brest 2012.